# Adrian von Ziegler
Adrian von Ziegler (Zürich, 25 december 1989) is een Zwitserse componist en muzikant. Hij maakt voornamelijk Keltische muziek en gothic maar is ook actief in andere genres. 

## Jeugd
Von Ziegler deed op 15-, 16-jarige leeftijd zijn eerste muzikale ervaring op als drummer van een plaatselijke psychedelische-rockband. Ondertussen componeerde hij ook zelf muziek, maar omdat hij die met zijn band niet kon spelen, verliet hij de groep en kocht hij zijn eerste gitaar.

## Carrière
Tussen 2007 en 2009 nam Von Ziegler verschillende demo's op onder de artiestennaam Indigo waarin hij zijn gitaar langzaamaan verving door keyboards en orkestrale arrangementen. In het voorjaar van 2010 won Von Ziegler aan populariteit dankzij liedjes als A Celtic Tale en Your Dying Heart, waarop hij besloot een album te maken. In juni 2010 bracht hij het album Requiem uit. Zijn discografie bestaat inmiddels uit veel verschillende stijlen muziek, variërend van Keltische muziek tot folkmetal.

## Discografie

### Albums
- Requiem (2010)
- Lifeclock (2010)
- Wanderer (2011)
- Across Archeron (2011)
- Mirror of the Night (2011)
- Mortualia (2012)
- Spellbound (2012)
- Starchaser (2012)
- Odyssey (2012)
- Feather and Skull (2013)
- Vagabond (2013)
- Libertas (2014)
- Queen of Thorns (2014)